# Leon Brittan
Leon Brittan (Londres, 25 de septiembre de 1939 - ibídem, 21 de enero de 2015) fue un abogado (barrister) y político británico. Fue miembro del Parlamento del Reino Unido, perteneciente al Partido Conservador, y miembro de la Comisión Europea. Fue vicepresidente de la Comisión Europea entre marzo de 1999 y septiembre de 1999.

## Biografía
Brittan nació en el seno de una familia judeo-lituana. Estudió en el Haberdashers' Aske's Boys' School y más tarde en el Trinity College de Cambridge. Estudió derecho en la Universidad de Cambridge, iniciando posteriormente la carrera de abogado.
Su hermano, Samuel Brittan, es un comentarista y periodista económico del Financial Times.

## Actividad política

### Política nacional
Inició su carrera política presentándose por el distrito de North Kinsington en las elecciones parciales de 1966 y 1970, resultando derrotado en ambas. Fue elegido finalmente miembro de la Cámara de los Comunes en las elecciones generales de febrero de 1974, y se convirtió en portavoz de la oposición en 1976. Entró a formar parte del Consejo de la Reina en 1978.
Entre 1979 y 1981 fue ministro del Interior, y luego fue nombrado por Margaret Thatcher Secretario del Tesoro (ministro de Hacienda). En las elecciones de 1983 cambió su escaño por el de Richmond, Yorkshire. Posteriormente volvería a ocupar el cargo de ministro de Interior entre 1983 y 1985 y luego el de ministro de Comercio en 1986, año en que renunciaría al cargo tras la controversia política suscitada por el caso de la compañía Westland.

### Comisión Europea
En el año 1988 fue elegido miembro de la Comisión Europea presidida por Jacques Delors y fue nombrado vicepresidente. El cargo lo ocuparía hasta septiembre de 1999. Ese año renunciaría al cargo, junto con toda la Comisión, por las acusaciones de fraude generalizado.
Durante esa época ocupó las carteras de Competencia, Programación Financiera y Presupuestos, Comercio y Relaciones Exteriores.